# Dia de la Cançó Criolla
El Dia de la Cançó Criolla és una festivitat peruana que es realitza el 31 d'octubre de cada any. Va ser establerta el 19 d'octubre de 1944 pel president d'aquest país, Manuel Carlos Prado i Ugarteche, mitjançant resolució suprema. És un reconeixement polític sorgit com una reacció al moviment indigenista de l'època, la prèdica mariateguista i l'enorme migració de pobladors dels Andes a la capital. Aquesta festivitat és també representada en els col·legis sigui amb una cançó, imitació, ball o tocar algun instrument referent al tema.